# Galvarino, Chile
Galvarino este un târg și comună din provincia Cautín, regiunea La Araucanía, Chile, cu o populație de 12.119 locuitori (2012) și o suprafață de 568,2 km2.